# Mayany de Souza
Mayany Cristina Araújo de Souza (Resende, 24 de novembro de 1996) é uma voleibolista indoor brasileira, atuante na posição Central, com marca de alcance de 293 cm no ataque e 282 no bloqueio, que atuando pela Seleção Brasileira conquistou a medalha de ouro na edição do Campeonato Sul-Americano Sub-23 de 2016 no Peru.Em clubes conquistou a medalha de prata no Campeonato Mundial de Clubes de 2018 na China e foi a melhor central do campeonato.

## Carreira
Os primeiros passos na modalidade esportiva deu-se em sua cidade natal, teve como incentivadora a medalhista olímpica Kely Fraga, ex-central da seleção brasileira e sua primeira treinadora, quem a descobriu juntamente com sua irmã Maryeny, ambas ingressam na Hall da Fama/Pró-Vólei/Resende e competiram no Campeonato Carioca Juvenil de 2013.
Em 2014 juntamente com sua irmã passaram a defender as cores do  Botafogo FR.No ano seguinte transferiu-se para o São José dos Campos Vôlei.
Em 2016 foi convocada para representar a seleção brasileira na edição do Campeonato Sul-Americano Sub-23 realizado em Limae foi premiada como a segunda melhor central integrando a seleção do campeonato, ano que foi contratada pelo Camponesa/Minas para a temporada de 2016-17 e representando as categorias de base sagrou-se campeã da Taça Paraná Juvenil de 2016.
Novamente serviu a seleção brasileira e desta vez disputou a edição do Campeonato Mundial Sub-23 de 2017 em Liubliana e terminou na quinta colocação.Transferiu-se para a Abel/Havan/Brusque para disputar a edição da Superliga Brasileira B de 2017terminando na terceira posição na fase de classificação, com eliminação na fase semifinal.
Retornou para o Camponesa/Minas na jornada esportiva 2017-18conquistando a medalha de prata na Supercopa Brasil de 2017e o título do Campeonato Mineiro de 2017.Renovou com mesmo clube para temporada 2018-19 e sagrou-se bicampeã da edição do Campeonato Mineiro de 2018 e disputou a edição do Campeonato Mundial de Clubes de 2018 realizado em Shaoxing, sendo uma das protagonistas na semifinal, ajudando o time a reverter um placar de 24-19 no segundo set para o até então favorito Eczacıbası VitrA, conseguindo a classificação a final e conquistou a medalha de prata e foi nomeada a primeira melhor central da competição.
Pelo Itambé/Minas conquistou o título da Copa Brasil de 2019 realizada em Gramado e foi campeã do Campeonato Sul-Americano de Clubes de 2019 realizado novamente em Belo Horizonte;e contribuiu para conquista do clube do título da Superliga Brasileira 2018-19, premiada como a melhor levantadora e melhor jogadora da edição

## Clubes
| Clube                          | País   | De   | Até   |
| ------------------------------ | ------ | ---- | ----- |
| Hall da Fama/Pró-Vôlei/Resende | Brasil | 2012 | 2013  |
| Botafogo                       | Brasil | 2013 | 2014  |
| Associação Joseense            | Brasil | 2014 | 2015  |
| Camponesa/Minas Tênis Clube    | Brasil | 2015 | 2016  |
| Abel/Havan/Brusque             | Brasil | 2016 | 2017  |
| Itambé Minas                   | Brasil | 2017 | 2019  |
| São Paulo FC/Barueri           | Brasil | 2019 | 2020  |
| Osasco/São Cristóvão Saúde     | Brasil | 2020 | 2021  |
| Sesi/Vôlei Bauru               | Brasil | 2021 | atual |

## Títulos e resultados
- Copa Brasil: 2022
- Campeonato Paulista de Voleibol Feminino: 2020
- Superliga Brasileira Aː 2018-19
- Copa Brasil: 2019[19]
- Campeonato Paulista de Voleibol Feminino: 2019
- Supercopa Brasileira de Voleibolː 2017[14]
- Campeonato Mineiro: 2017[15] e 2018[16]
- Taça Paraná Juvenil: 2016[8]

### Pela Seleção Brasileira Adulta
- Liga das Nações 2021
- Liga das Nações 2019

## Premiações individuais
- 2a Melhor Central do Campeonato Sul-Americano de Clubes de 2024
- 1ª Melhor Central do Campeonato Mundial de Clubes de 2018[18]
- 2ª Melhor Central do Campeonato Sul-Americano Sub-23 de 2016o[6]
- Atleta Revelação Superliga 2016